# Egbers
Egbers ist ein ursprünglich nordwestdeutscher / niederländischer Familienname.

## Herkunft des Familiennamens
Der Name Egbers ist abgeleitet von dem Vornamen Egbert / Eckbert (althochdeutsch ekka =  Schneide, Spitze, Schwert + berat = hell, strahlend, glänzend bzw. altsächsisch eggia- = Schneide, Schwert).

### Varianten und Verbreitung
- Egbers – 1500 Namensträger mit Schwerpunkt im Emsland und in der Grafschaft Bentheim sowie 540 Namensträger in den Niederlanden
- Egberts – 200 Namensträger im Landkreis Wittmund und 1400 Namensträger in den Niederlanden
- Egbert – 360 Namensträger im Kreis Steinfurt

## Namensträger
- Gerhard Egbers (* 1933), deutscher Textilingenieur